# 그레그 구슨

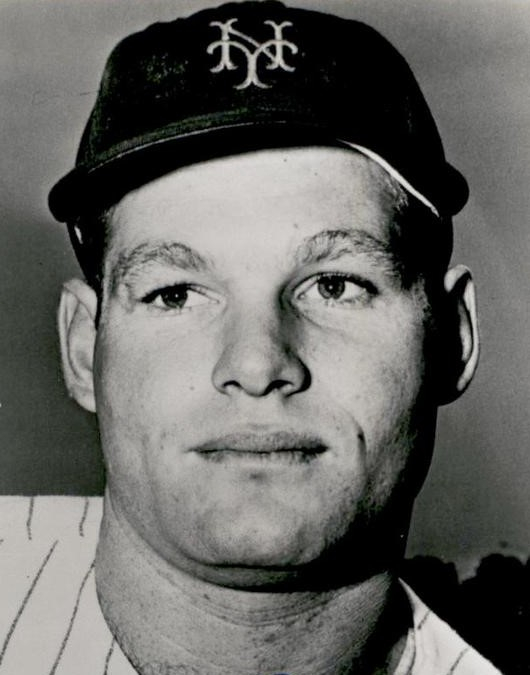

그레그 구슨(Greg Goossen, 1945년 12월 14일 ~ 2011년 2월 26일)은 미국의 야구 선수, 배우, 스턴트 배우이다.
로스앤젤레스에서 태어났으며 로스앤젤레스에서 사망하였다.

## 영화
- 로얄 테넌바움 (2001년)
- 에너미 라인스 (2001년)
- 리플레이스먼트 (2000년) - 드렁크 #2 역
- 체임버 (1996년)
- 퀵 앤 데드 (1995년)
- 워터월드 (1995년)
- 미스터 베이스볼 (1992년)
- 용서받지 못한 자 (1992년)
- 집단 소송 (1991년)